# ブレイヴェストローマン
ブレイヴェストローマン (Bravest Roman) とは、アメリカ合衆国のサラブレッド競走馬である。種牡馬として日本へ輸出され、多くの活躍馬を輩出し、ミルジョージとともに日本におけるネヴァーベンド系種牡馬の先駆けとなった。全兄プラウデストローマンはアメリカ2歳G1ホープフルステークスの勝ち馬。
競走馬としては1974年から1975年にかけてアメリカで走り、サラナックステークス (G2) に優勝した。引退後はアメリカで種牡馬となり、1979年に日本へ輸出された。日本生まれの牡馬産駒はおもにダートで活躍したが牝馬は芝で活躍をみせるものもあり、3頭の中央競馬牝馬クラシック優勝馬（マックスビューティ、トウカイローマン、オグリローマン）のほか、中央競馬および地方競馬で多くの重賞優勝馬を輩出した。ブルードメアサイアーとしても優れた能力を発揮し、G1優勝馬のキョウエイマーチ、 トーシンブリザード、ニホンピロジュピタをはじめ、多くの重賞優勝馬を輩出している。
産駒は牝馬の活躍馬が多かったものの、後継種牡馬であるカリスタグローリ、メイショウホムラが少ない産駒数の中から重賞優勝馬を輩出している。

## 主な産駒
- 1980年産
  - ファーストサマーデイ（カナディアンオークス）
- 1981年産
  - トウカイローマン（優駿牝馬、京都大賞典）
  - グレートローマン（東海菊花賞、名古屋大賞典）
  - ローマンプリンス（フェブラリーハンデキャップ、シアンモア記念）
- 1982年産
  - ランドヒリュウ（高松宮杯、日経新春杯、京都4歳特別）
  - トチノニシキ（金杯・東）
- 1983年産
  - エイシンガッツ(京都4歳特別)
- 1984年産
  - マックスビューティ（優駿牝馬、桜花賞、4歳牝馬特別・東、神戸新聞杯、ローズステークス）
  - オサイチブレベスト（帝王賞）
  - ソダカザン（ウインターステークス）
  - マルブツロンリー（サファイヤステークス）
- 1985年産
  - ホリノライデン（阪急杯）
- 1986年産
  - マルブツスピーリア（ウインターステークス）
- 1988年産
  - カリスタグローリ（クリスタルカップ）
  - メイショウホムラ（フェブラリーハンデキャップ）
- 1990年産
  - マルカアイリス（小倉3歳ステークス）
- 1991年産
  - オグリローマン（桜花賞）
  - フジノマッケンオー（根岸ステークス、ダービー卿チャレンジトロフィー、セントウルステークス、さきたま杯）
- 1993年産
  - カガヤキローマン（東京盃2回、北海道スプリントカップ、東京シティ盃）
- 1994年産
  - キャニオンロマン（京浜盃、黒潮盃、羽田盃、フロンティアスプリント盃）

## ブルードメアサイアーとしての主な産駒
- 1988年産
  - ミナミノアカリ（アルゼンチン共和国杯）
- 1989年産
  - ニホンピロプリンス（CBC賞、マイラーズカップ）
- 1990年産
  - マルチマックス（スプリングステークス）
- 1991年産
  - ブライアンズロマン（さくらんぼ記念）
  - トシヴォイス（クラスターカップ）
- 1992年産
  - コクトジュリアン（クリスタルカップ）
- 1993年産
  - ファンドリロバリー（阪神スプリングジャンプ）
  - チョウカイライジン（神無月ステークス、オアシスステークス）
- 1994年産
  - キョウエイマーチ（桜花賞、4歳牝馬特別・西、ローズステークス、京都金杯、京阪杯）
  - ブラボーグリーン（京阪杯）
- 1995年産
  - ニホンピロジュピタ（マイルチャンピオンシップ南部杯、エルムステークス）
  - ミスズシャルダン（小倉大賞典）
- 1996年産
  - トシザブイ（目黒記念2回）
- 1998年産
  - トーシンブリザード（ジャパンダートダービー、かしわ記念、全日本3歳優駿、羽田盃、東京王冠賞、東京ダービー、京浜盃　フェブラリーステークス2着）
- 2000年産
  - エリモハリアー（函館記念3連覇）
- 2001年産
  - オペラシチー（目黒記念）
- 2003年産
  - キクノアロー（ダイオライト記念）
- 2005年産
  - キクノサリーレ（武蔵野ステークス）
- 2009年産
  - キクノグラード（尾張名古屋杯）

## 血統表
| ブレイヴェストローマン (Bravest Roman)の血統 | ブレイヴェストローマン (Bravest Roman)の血統            | ブレイヴェストローマン (Bravest Roman)の血統            | （血統表の出典）                                        | （血統表の出典） |
| 父系                                         | ネヴァーベンド系                                        | ネヴァーベンド系                                        | ネヴァーベンド系                                        |                  |
| 父 Never Bend 1960 鹿毛                      | 父の父Nasrullah 1940 鹿毛                               | Nearco                                                  | Pharos                                                  | Pharos           |
| 父 Never Bend 1960 鹿毛                      | 父の父Nasrullah 1940 鹿毛                               | Nearco                                                  | Nogara                                                  |                  |
| 父 Never Bend 1960 鹿毛                      | 父の父Nasrullah 1940 鹿毛                               | Mumtaz Begum                                            | Blenheim                                                | Blenheim         |
| 父 Never Bend 1960 鹿毛                      | 父の父Nasrullah 1940 鹿毛                               | Mumtaz Begum                                            | Mumtaz Mahal                                            |                  |
| 父 Never Bend 1960 鹿毛                      | 父の母Lalun 1952 鹿毛                                   | Djeddah                                                 | Djebel                                                  | Djebel           |
| 父 Never Bend 1960 鹿毛                      | 父の母Lalun 1952 鹿毛                                   | Djeddah                                                 | Djezima                                                 |                  |
| 父 Never Bend 1960 鹿毛                      | 父の母Lalun 1952 鹿毛                                   | Be Faithful                                             | Bimelech                                                | Bimelech         |
| 父 Never Bend 1960 鹿毛                      | 父の母Lalun 1952 鹿毛                                   | Be Faithful                                             | Bloodroot                                               |                  |
| 母 Roman Song 1955 鹿毛                      | 母の父Roman 1937 鹿毛                                   | Sir Gallahad                                            | Teddy                                                   | Teddy            |
| 母 Roman Song 1955 鹿毛                      | 母の父Roman 1937 鹿毛                                   | Sir Gallahad                                            | Plucky Liege                                            |                  |
| 母 Roman Song 1955 鹿毛                      | 母の父Roman 1937 鹿毛                                   | Buckup                                                  | Buchan                                                  | Buchan           |
| 母 Roman Song 1955 鹿毛                      | 母の父Roman 1937 鹿毛                                   | Buckup                                                  | Look Up                                                 |                  |
| 母 Roman Song 1955 鹿毛                      | 母の母Quiz Song 1948 栗毛                               | Sun Again                                               | Sun Teddy                                               | Sun Teddy        |
| 母 Roman Song 1955 鹿毛                      | 母の母Quiz Song 1948 栗毛                               | Sun Again                                               | Hug Again                                               |                  |
| 母 Roman Song 1955 鹿毛                      | 母の母Quiz Song 1948 栗毛                               | Clever Song                                             | Jacopo                                                  | Jacopo           |
| 母 Roman Song 1955 鹿毛                      | 母の母Quiz Song 1948 栗毛                               | Clever Song                                             | Flying Song F-No.20-b                                   |                  |
| 母系(F-No.)                                  | (FN:20-b)                                               | (FN:20-b)                                               | (FN:20-b)                                               |                  |
| 5代内の近親交配                              | Sir Gallahad 3×5=15.63% (母内) 、Teddy 4×5=9.38% (母内) | Sir Gallahad 3×5=15.63% (母内) 、Teddy 4×5=9.38% (母内) | Sir Gallahad 3×5=15.63% (母内) 、Teddy 4×5=9.38% (母内) |                  |

半姉I Alsoの曾孫にウォーエンブレムがいる。